# Chrysolampus verae
Chrysolampus verae is een vliesvleugelig insect uit de familie Perilampidae. De wetenschappelijke naam is voor het eerst geldig gepubliceerd in 1954 door Nikol'skaya.